# Hong Kong FC

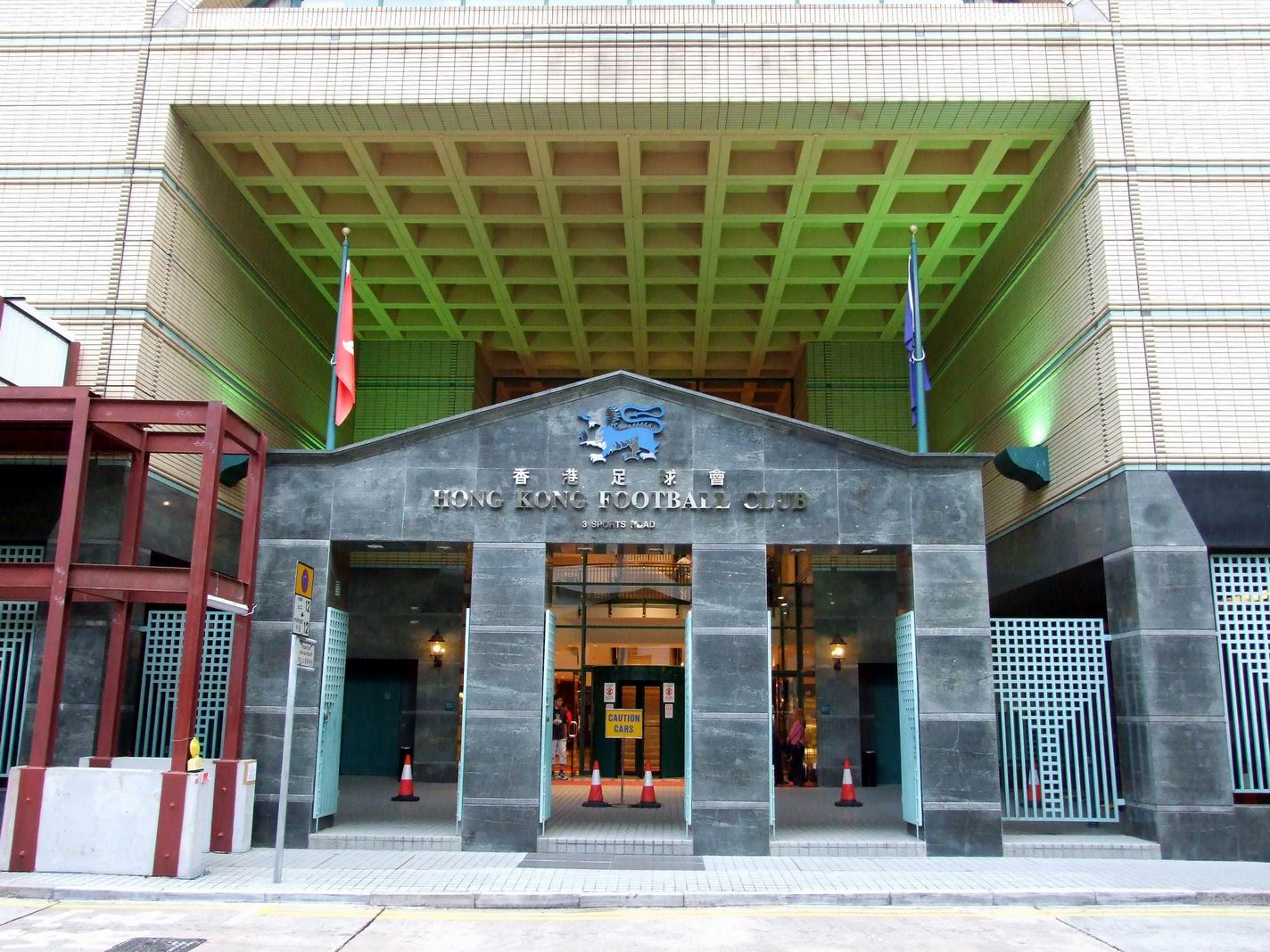
Complex van Hong Kong FC

Hong Kong FC (ook HKFC genoemd) is een omnisportclub uit Hongkong.
De club werd op 12 februari 1886 opgericht als rugby union vereniging en een maand later werd er ook gevoetbald. De club is in onder andere hockey, squash en tennis actief maar rugby en voetbal zijn de bekendste afdelingen.
In 1976 introduceerde de club het bekende Hong Kong Sevens rugbytoernooi. De rugbyafdeling heeft meer dan 500 leden.
Het eerste voetbalteam speelt in de Hong Kong First Division League. In het seizoen 1919/20 werd de club kampioen en de club won de Hong Kong Senior Challenge Shield in 1898–99, 1907–08, 1915–16, 1918–19 en 1921–22. De club is een liftploeg tussen de eerste en de tweede afdeling en het is al van de jaren vijftig geleden dat de club meer dan vier opeenvolgende seizoenen in de hoogste klasse vertegenwoordigd was. 

## Bekende (oud)spelers voetbal
- Yochanan Vollach
- Rudolf Hollaender
- Freek Schipper